# 新塞利夫卡 (貝雷贊卡市鎮)
46°44′51″N 31°27′9″E / 46.74750°N 31.45250°E

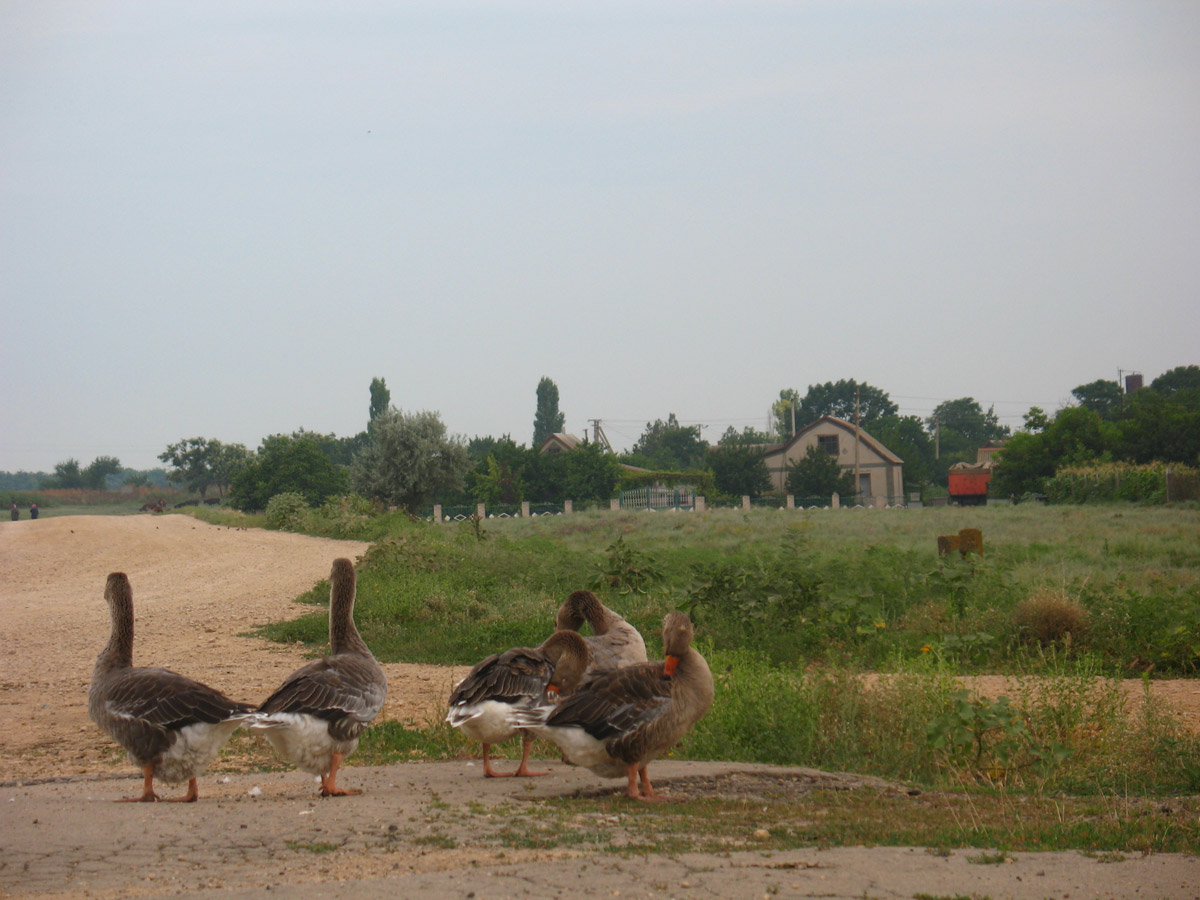

新塞利夫卡（烏克蘭語：Новоселівка）是烏克蘭南部的村莊，由尼古拉耶夫州尼古拉耶夫區的貝雷贊卡市鎮負責管轄。該村面積0.38平方公里，海拔高度6米，2001年人口89，人口密度每平方公里234.2人。